# Stigmacros glauerti
Stigmacros glauerti är en myrart som beskrevs av Mcareavey 1957. Stigmacros glauerti ingår i släktet Stigmacros och familjen myror. Inga underarter finns listade i Catalogue of Life.